# 全国人民代表大会监察和司法委员会
全国人民代表大会监察和司法委员会（简称全国人大监察和司法委员会），是中华人民共和国最高国家权力机关全国人民代表大会设立的专门委员会之一。

## 沿革
根据《中华人民共和国宪法》第七十条和《中华人民共和国全国人民代表大会组织法》第三十五条关于全国人民代表大会设立专门委员会的规定，1988年3月第七届全国人民代表大会第一次会议表决设立全国人民代表大会内务司法委员会。
2016年12月12日第十二届全国人民代表大会常务委员会第八十四次委员长会议原则通过，2017年4月11日第十二届全国人民代表大会常务委员会第九十三次委员长会议修改的《全国人大常委会2017年工作要点》中称，已设立全国人大各专门委员会分党组，以便“加强专门委员会党的工作和党的建设”。
2018年3月13日第十三届全国人民代表大会第一次会议通过《第十三届全国人民代表大会第一次会议关于设立第十三届全国人民代表大会专门委员会的决定》，设立全国人民代表大会监察和司法委员会。

## 组织结构
《中华人民共和国全国人民代表大会组织法》第三十四条规定，“各专门委员会由主任委员、副主任委员若干人和委员若干人组成。”“各专门委员会的主任委员、副主任委员和委员的人选由主席团在代表中提名，全国人民代表大会会议表决通过。在大会闭会期间，全国人民代表大会常务委员会可以任免专门委员会的副主任委员和委员，由委员长会议提名，常务委员会会议表决通过。”

## 职责
监察和司法委员会在全国人民代表大会及其常务委员会领导下，履行以下基本职责：
1. 研究、拟定监察和司法方面的法律案等议案，并提请全国人民代表大会或者全国人民代表大会常务委员会审议；
2. 联系、督促、推动有关单位拟定监察和司法方面的法律案等议案，并向全国人民代表大会或者全国人民代表大会常务委员会提出审议意见或者提请审议；
3. 协助全国人民代表大会常务委员会对有关法律实施情况进行检查以及听取和审议国务院、国家监察委员会、最高人民法院、最高人民检察院专项工作报告的有关工作；
4. 根据全国人民代表大会及其常务委员会工作安排，开展调查研究，提出建议；
5. 审查全国人民代表大会常务委员会交付的被认为同宪法、法律相抵触的行政法规、地方性法规和司法解释等，提出意见；
6. 承办有关法律配套法规制定的督促工作；
7. 办理全国人大代表提出的有关建议、批评和意见；
8. 根据全国人民代表大会常务委员会的安排，与外国议会相关委员会开展工作交流等外事活动；
9. 办理全国人民代表大会及其常务委员会交付的其他事项。

## 办事机构[6]
- 办公室：负责本委员会日常行政事务管理、党的建设等工作。
- 监察室：负责与国家监察有关的立法、监督、代表、议案建议办理等方面的服务工作。
- 司法室：负责与司法工作有关的立法、监督、代表、议案建议办理等方面的服务工作。

## 历届组成人员
- 第七届全国人民代表大会内务司法委员会（主任委员：习仲勋）
- 第八届全国人民代表大会内务司法委员会（主任委员：孟连崑）
- 第九届全国人民代表大会内务司法委员会（主任委员：侯宗宾）
- 第十届全国人民代表大会内务司法委员会（主任委员：何椿霖）
- 第十一届全国人民代表大会内务司法委员会（主任委员：黄镇东）
- 第十二届全国人民代表大会内务司法委员会（主任委员：马）
- 第十三届全国人民代表大会监察和司法委员会（主任委员：吴玉良）[1]
- 第十四届全国人民代表大会监察和司法委员会（主任委员：杨晓超）